# Night of the Living Homeless
"Night of the Living Homeless" is aflevering 1107 van South Park. Hij werd voor het eerst uitgezonden op 18 april 2007. Deze aflevering is de laatste van de eerste helft van seizoen 11, de tweede helft gaat verder op 3 oktober 2007. De titel van de aflevering is een parodie op de film Night of the Living Dead.

## Verhaal
Steeds meer daklozen laten hun gezicht zien in South Park. De jongens kunnen niet meer basketballen omdat er daklozen op het basketbalveld liggen. Kyle stelt voor er iets aan te doen en Cartman stemt hiermee in. Cartman kondigt aan dat hij met zijn skateboard over een dakloze zal springen terwijl hij een Zorro-achtige cape draagt. Kyle zegt dat dit niet zijn idee was. Het stadsbestuur heeft het probleem ook opgemerkt maar ze komen met krankzinnige oplossingen, zoals de daklozen recyclen en dan gebruiken als autobanden. De daklozenexpert adviseert dat niemand ze iets moet geven, dan gaan ze vanzelf weg.
Kyle vindt de daklozen zielig en geeft een dakloze man twintig dollar die hij eigenlijk had gespaard voor een Xbox-spel. Het aantal daklozen groeit explosief omdat ze allemaal denken dat alle inwoners van South Park zo vrijgevig zijn als Kyle. Ze gaan door de hele stad lopen als een stel zombies die bedelen voor geld. Randy, de Stotches, Jimbo en Gerald Broflovski komen uiteindelijk vast te zitten op het dak van het Community Center, met hordes daklozen onder ze. Chaos en paniek slaan toe als daklozen op straat verschillende ongelukken veroorzaken. Gerald raakt in paniek en probeert bij een bushalte te komen. Hij gooit wat geld naar de daklozen maar beseft dan dat dat zijn geld was voor de bus. Gerald begint nu ook te bedelen om geld en is nu ook een van hen.
De jongens zoeken ondertussen nog steeds naar een oplossing en kloppen aan bij het huis van de daklozenexpert, die hen vertelt dat ze dit probleem in het nabijgelegen stadje Evergreen al eens hebben opgelost. De jongens moeten naar Evergreen reizen en uitzoeken hoe ze het probleem daar hebben opgelost. Terwijl de jongens dit doen vluchten meer volwassenen naar het dak van het Community Center. Een van hen, Glenn, ontdekt dat hij nu ook dakloos is waarop Randy hem neerschiet.
De jongens komen aan in Evergreen maar zien dat de plaats is verwoest. Er zijn nog maar drie overlevenden, die gecamoufleerde kleding aanhebben en zwaar bewapend zijn. Ze vertrouwen de jongens niet en dreigen ze neer te schieten, omdat ze minderjarig zijn en dus geen huis bezitten. Terwijl ze met de overlevenden praten vindt Kyle een pamflet op de grond, dat South Park aanprijst als 'het paradijs voor daklozen'. Hij realiseert zich dat de inwoners van Evergreen de daklozen kwijt zijn geraakt door ze naar South Park te sturen. De jongens realiseren zich dat ze South Park moeten verlossen van al de daklozen omdat het anders ook wordt verwoest, net zoals Evergreen.
Ze passen een bus zo aan dat hij zwaar verdedigd is en gaan ermee naar het Community Center in South Park, waar de daklozen de volwassenen hebben ingesloten. Ze prijzen California aan als "supercool voor daklozen" door een aangepaste versie van Tupac en Dr. Dre's nummer California Love te zingen, en ze lokken de daklozen ernaartoe. Voor dat ze teruggaan naar South Park laat Cartman nog even zien dat hij met zijn skateboard over drie daklozen kan springen.

## Continuïteit
- Deze aflevering geeft veel informatie weg over de volwassen inwoners van South Park. In de scène met de gemeenteraad, worden verschillende beroepen onthuld.
  - Jimmy Valmer's vader is het hoofd van het brandweerkorps.
  - Randy Marsh is het hoofd van de parken en openbare gelegenheden, of zoals hij zelf zegt een geoloog.
  - Gerald Broflovski is een advocaat.
  - Wendy Testaburgers moeder is de stadsbouwkundige.
  - Mr. Mackey is van de publieke gezondheid
  - Linda Stotch is de stadspenningmeester
  - In de aflevering "Die Hippie, Die" was Chef het hoofd van het publieke veiligheidsdepartement. Na zijn dood werd hij vervangen door Glenn, die ook doodgaat (of beter gezegd: vermoord wordt) in deze aflevering.
- Stan bewijst al voor de derde keer in de geschiedenis van South Park dat hij goed kan autorijden.

## Verwijzingen naar zombiefilms
De aflevering bevat verscheidene verwijzingen naar en overeenkomsten met een groot aantal zombiefilms, waarmee het de vierde aflevering van het seizoen is die als parodie mag worden gezien. De daklozen komen bijvoorbeeld overeen met de zombies, en roepen "change". In The Return of the Living Dead roepen de zombies "brains". Veel van de muziek die je hoort tijdens de aflevering is afkomstig uit de Zombie-trilogie, inclusief de soundtrack van Dawn of the Dead. Andere verwijzingen uit deze aflevering zijn de verdedigde bus die de jongens bouwen; dit is een parodie op de "Arks" uit de remake van Dawn of the Dead uit 2004. Als laatste is South Parks daklozenexpert een parodie op Dr. Logan uit de film Day of the Dead, en hij gebruikt dialogen uit de film The Thing.

## Trivia
- In de preview van de aflevering op Comedy Central rent Randy Marsh in zijn huis en doet de deur op slot. Zijn vrouw vraagt wat er aan de hand is, waarop hij zich omdraait en schreeuwt dat hij geen kans maakt. In de echte aflevering rent hij naar South Parks Community Center. Zijn halfbroer Jimbo Kern vraagt wat er aan de hand is, waarop Randy begint te schreeuwen.
- Een running gag in de aflevering is dat Stan de hele tijd denkt dat het Kyles idee was om Cartman over de daklozen te laten springen met zijn skateboard.
- Het liedje dat de jongens zingen om Californië aan te prijzen is het nummer California Love van Tupac en Dr. Dre. Op het einde van het nummer kun je Cartman "In the city, city of Venice! Right by Matt's house, you can chill if you're homeless!"  horen zingen. Matt Stone woont in de wijk Venetië in Californië, en klaagde in een interview met de Rolling Stone, dat er wel een miljoen daklozen waren in Venetië.
- Deze aflevering is al de vierde aflevering van seizoen 11 die een parodie is op een film. Maar deze aflevering is wel een parodie op meerdere films tegelijk.
- De muziek die wordt gespeeld als de jongens ’s nachts door de stad lopen is afkomstig uit het spel Metal Gear Solid 3.
- De stad die de jongens in deze aflevering bezoeken heet Evergreen. Evergreen is een echte stad in Colorado waar een van de bedenkers van South Park, Trey Parker, op de middelbare school heeft gezeten.